# Erik Paartalu
Erik Paartalu est un footballeur international australien né le 3 mai 1986 à Sydney. Il évolue au poste de milieu défensif dans les années 2000 et 2010.